# أنتوني كلارك (رافع أثقال)
أنتوني كلارك (بالإنجليزية: Anthony Clark)‏ هو رافع أثقال ‏ أمريكي، ولد في 15 سبتمبر 1966 في الفلبين، وتوفي في 22 مايو 2005 في فريندزوود في الولايات المتحدة بسبب نوبة قلبية.